# Danh sách tòa nhà lớn nhất thế giới

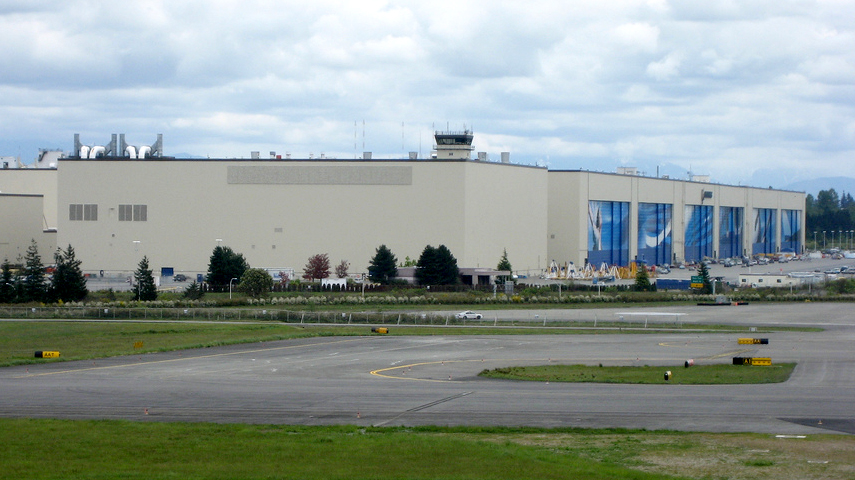
Nhà máy Everett của Boeing, công trình có thể tích lớn nhất

Dưới đây là danh sách các tòa nhà lớn nhất thế giới. Khái niệm lớn nhất được chia thành lớn nhất về thể tích và lớn nhất về diện tích sử dụng (hay diện tích sàn). Trong danh sách này chỉ xét đến các công trình kiến trúc độc lập mà con người có thể cư trú trong thời gian dài, tức là không xét đến các công trình giao thông, năng lượng (trừ các loại hình nhà máy hoặc nhà kho). Công trình có thể tích lớn nhất thế giới hiện nay là Nhà xưởng của Boeing ở bang Washington, Hoa Kỳ còn công trình có diện tích sử dụng lớn nhất là tòa nhà đấu giá hoa Aalsmeer ở Hà Lan.
Danh sách cụ thể như sau:

## Về thể tích

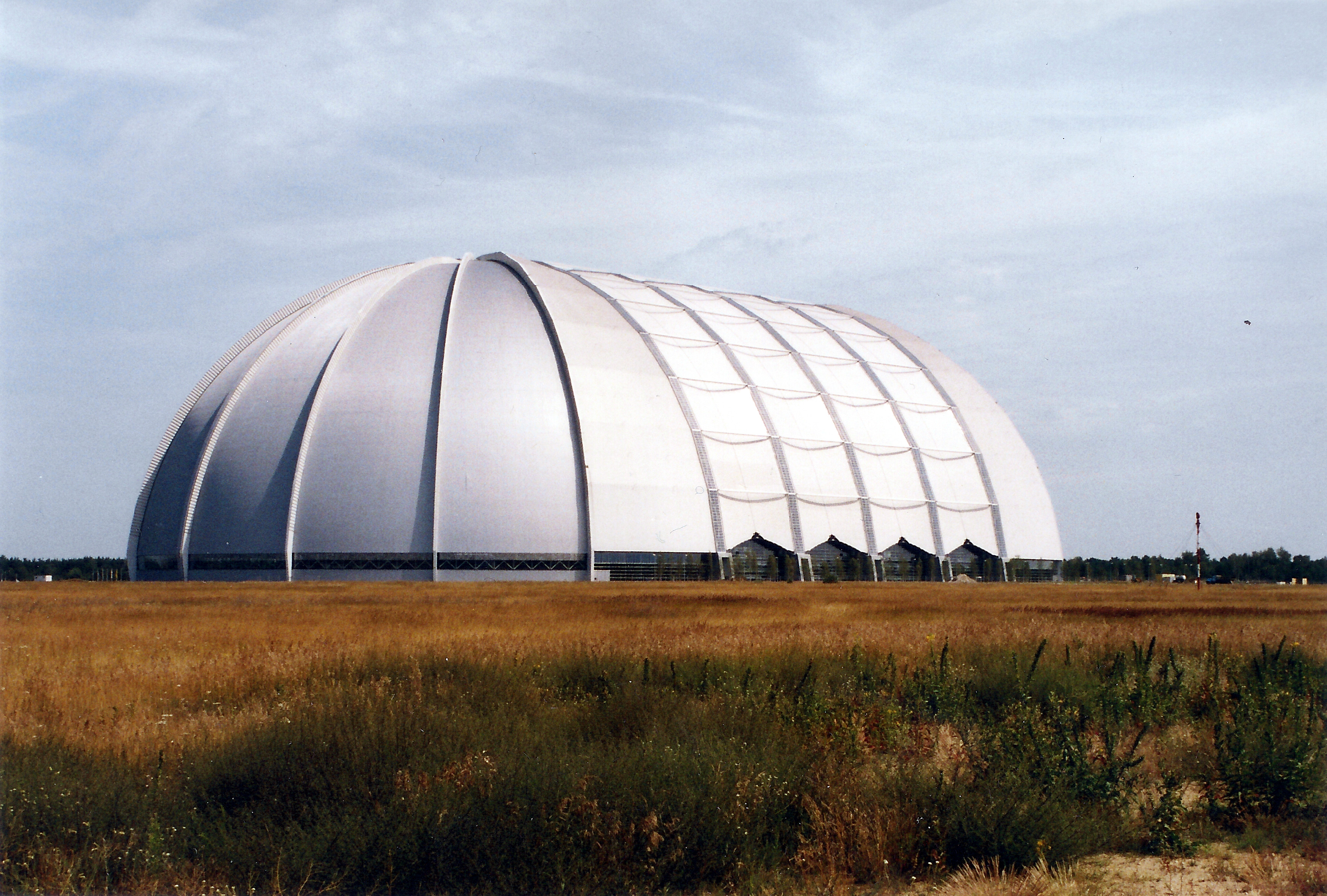
Aerium, Đức

| Thứ tự | Công trình                           | Địa điểm           | Diện tích  | Thể tích      |
| ------ | ------------------------------------ | ------------------ | ---------- | ------------- |
| 1      | Nhà máy Everett của Boeing           | Washington, Hoa Kỳ | 398.000 m² | 13,3 triệu m³ |
| 2      | Aerium                               | Brandenburg, Đức   | 70.000 m²  | 5,2 triệu m³  |
| 3      | Tòa nhà lắp ráp phương tiện của NASA | Florida, Hoa Kỳ    | 32.374 m²  | 3,66 triệu m³ |

## Về diện tích

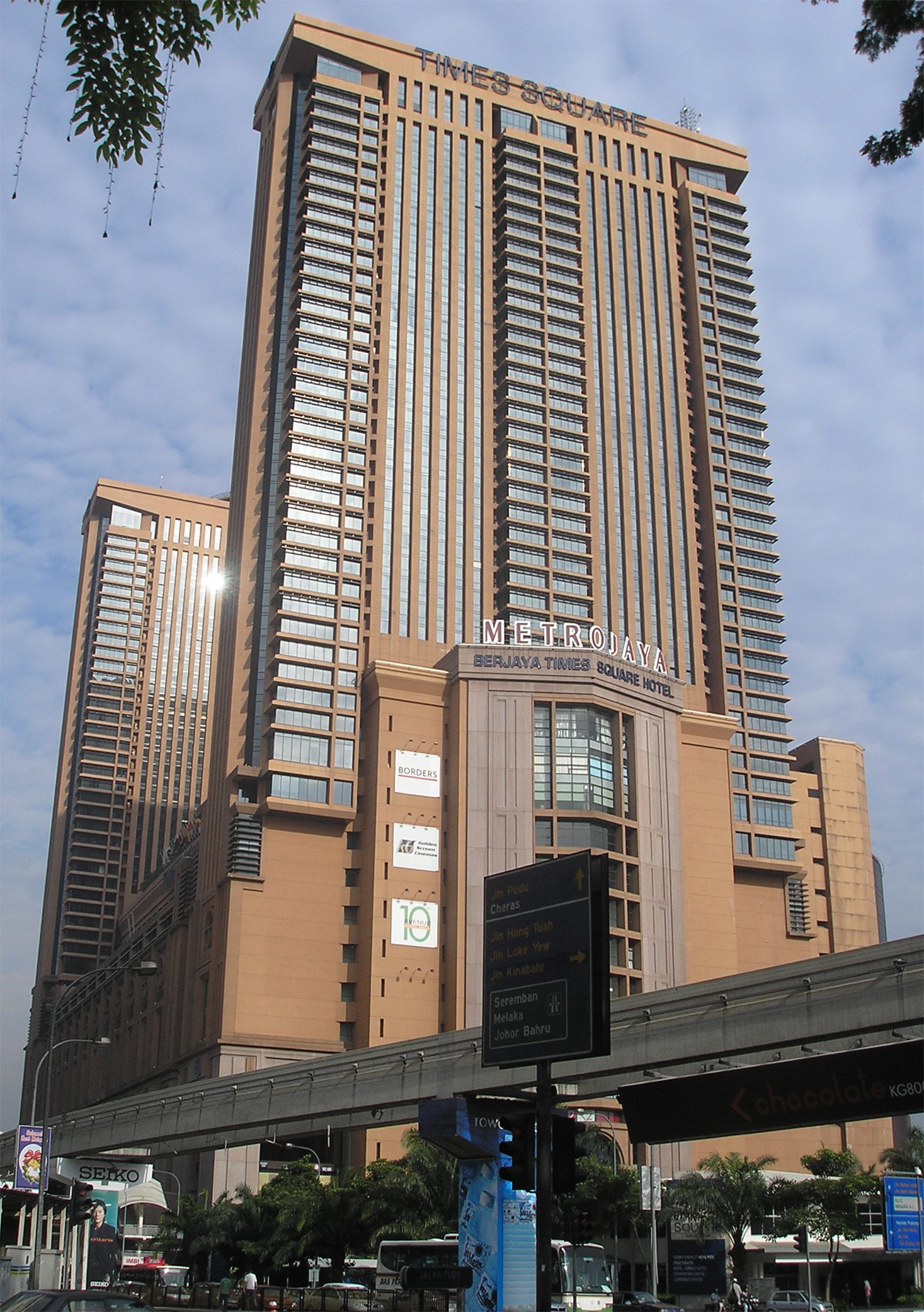
Berjaya Times Square

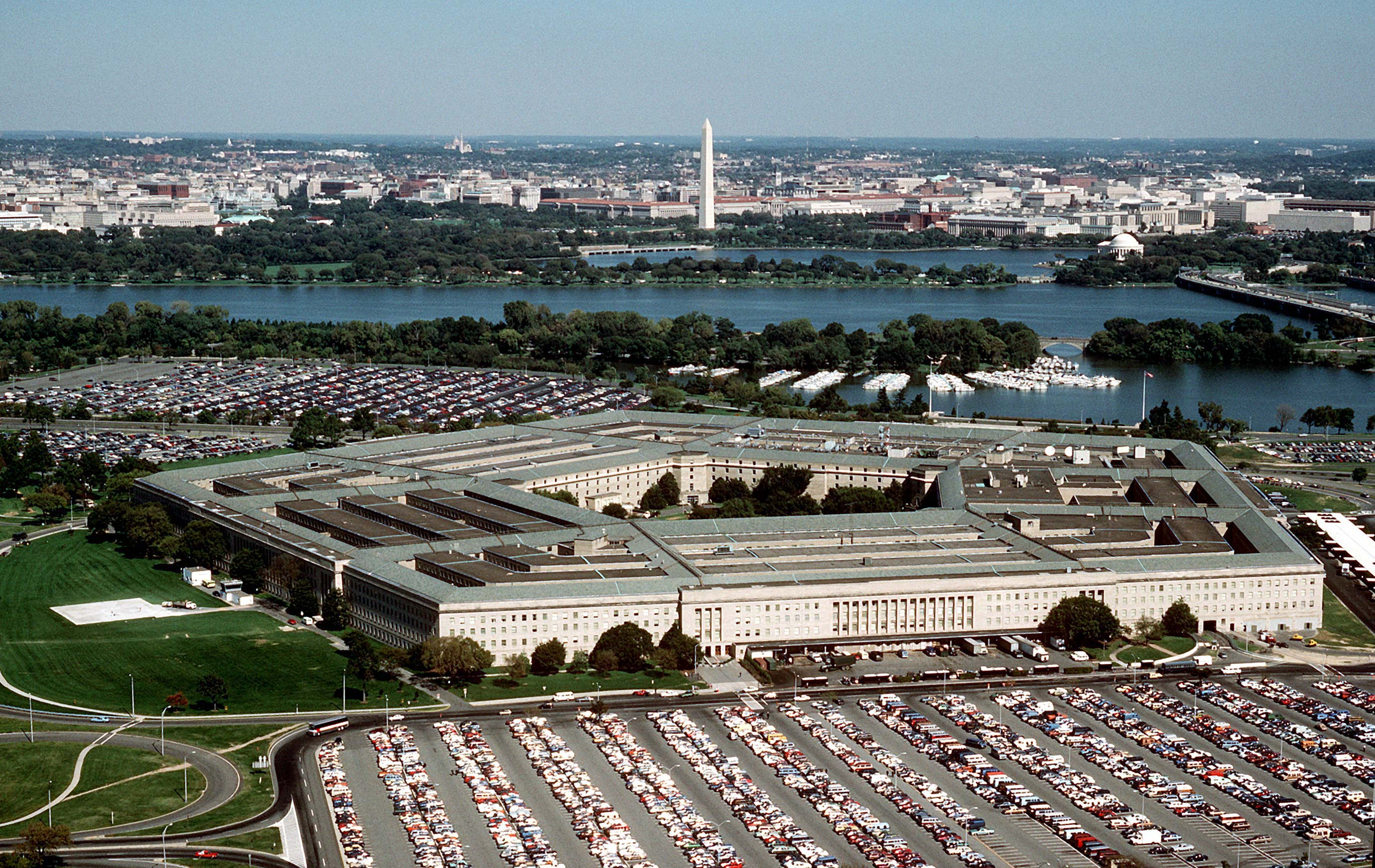
Lầu Năm Góc

| Thứ tự | Công trình                              | Địa điểm                       | Diện tích  |
| ------ | --------------------------------------- | ------------------------------ | ---------- |
| 1      | Tòa nhà đấu giá hoa Aalsmeer            | Aalsmeer, Hà Lan               | 990.000 m² |
| 2      | Tòa nhà The Venetian Macao              | Ma Cao                         | 980.000 m² |
| 3      | Trung tâm dự trữ của Asia Terminals ltd | Hồng Kông                      | 864.000 m² |
| 4      | Tòa nhà Berjaya Times Square            | Kuala Lumpur, Malaysia         | 700.000 m² |
| 5      | Lầu Năm Góc                             | Arlington, Virginia, Hoa Kỳ    | 610.000 m² |
| 6      | Sân bay quốc tế Hồng Kông               | Hồng Kông                      | 564.000 m² |
| 7      | Trung tâm y học Warren G. Magnuson      | Seattle, Washington, Hoa Kỳ    | 533.000 m² |
| 8      | Tháp Sears                              | Chicago, Hoa Kỳ                | 418.000 m² |
| 9      | Trung tâm kỹ thuật của Chrysler         | Auburn Hills, Michigan, Hoa Kỳ | 409.000 m² |
| 10     | Nhà máy Everett của Boeing              | Washington, Hoa Kỳ             | 398.000 m² |
| 11     | Merchandise Mart                        | Chicago, Hoa Kỳ                | 372.000 m² |
| 12     | Khách sạn Ryugyong                      | Bình Nhưỡng, Bắc Triều Tiên    | 360.000 m² |
| 13     | Cœur Défense                            | Paris, Pháp                    | 350.000 m² |
| 14     | Tòa nhà Quốc hội Romania                | Bucharest, România             | 330.000 m² |
| 15     | Khu tổ hợp liên bang Bannister          | Thành phố Kansas, Hoa Kỳ       | 290.000 m² |

## Tiêu chí khác

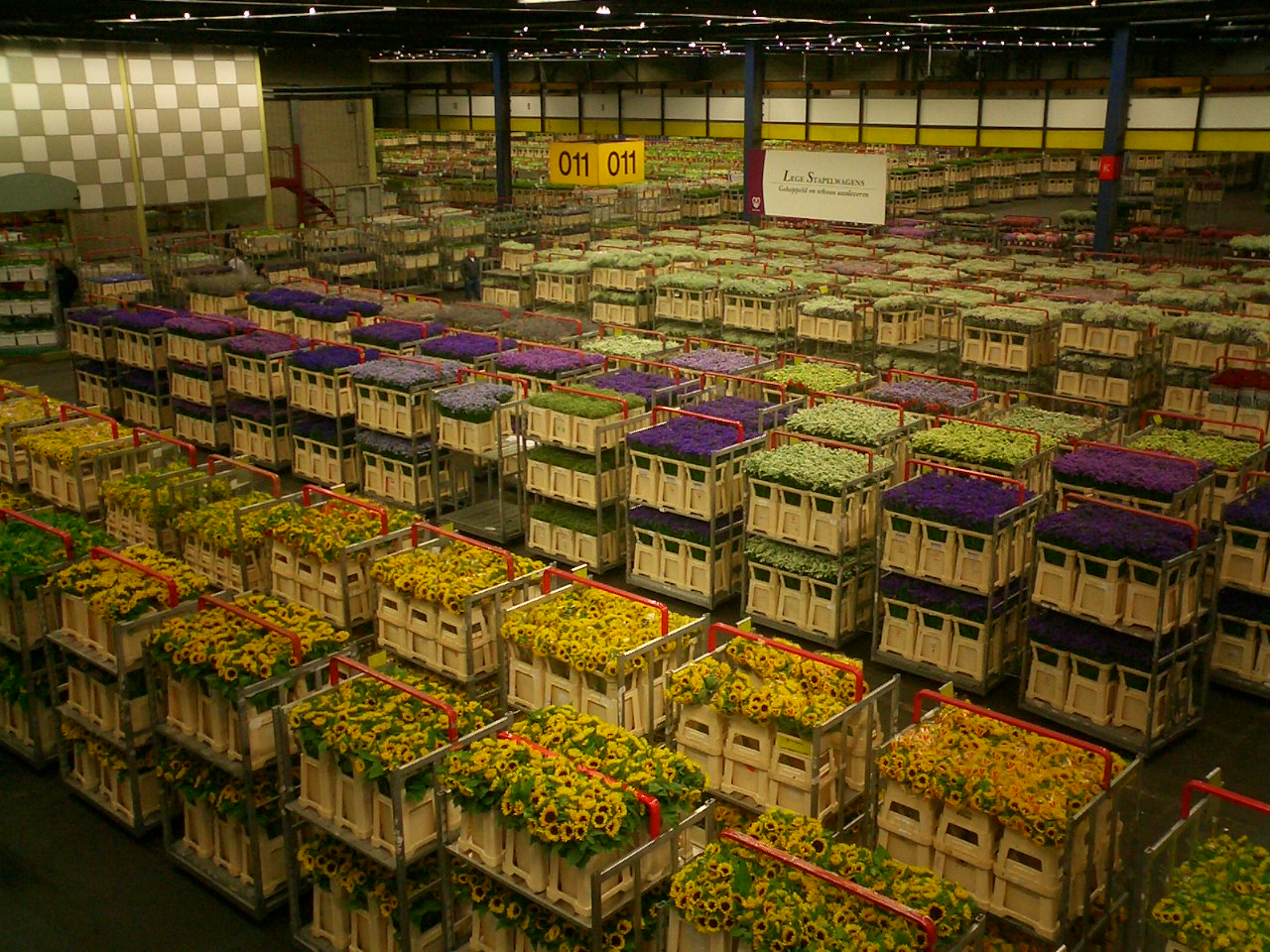
Tòa nhà đấu giá hoa Aalsmeer

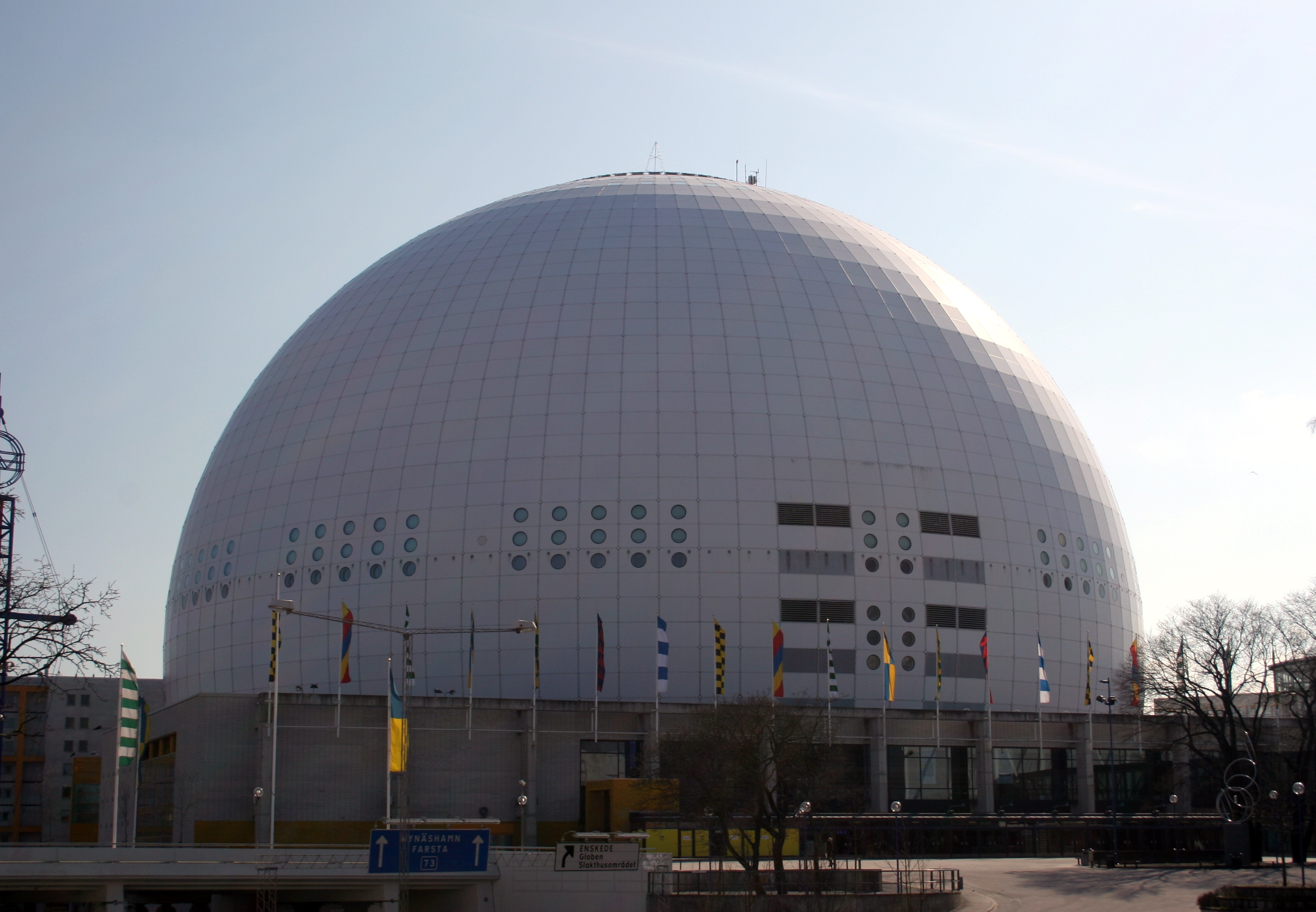
Nhà thi đấu Stockholm Globe

| Theo chức năng    | Theo chức năng                       | Theo chức năng              | Theo chức năng |
| Chức năng         | Công trình                           | Vị trí                      | Kích thước     |
| ----------------- | ------------------------------------ | --------------------------- | -------------- |
| Nhà thờ           | Nhà thờ Đức Bà Hòa bình Yamoussoukro | Yamoussoukro, Côte d'Ivoire | 30.000 m²      |
| Phủ tổng thống    | Rashtrapati Bhavan                   | New Delhi, Ấn Độ            | 19.000 m²      |
| Khách sạn         | Khách sạn Ryugyong                   | Bình Nhưỡng, Bắc Triều Tiên | 360.000 m²     |
| Nhà vòm           | Nhà thi đấu Stockholm Globe          | Stockholm, Thụy Điển        | 600.000 m³     |
| Trung tâm mua sắm | South China Mall                     | Đông Hoản, Trung Quốc       | 890.000 m³     |

| Theo chiều dài     | Theo chiều dài                 | Theo chiều dài  | Theo chiều dài |
| Chức năng          | Công trình                     | Vị trí          | Chiều dài      |
| ------------------ | ------------------------------ | --------------- | -------------- |
| Công trình lưu trú | Nhà chờ sân bay quốc tế Kansai | Osaka, Nhật Bản | 1.700 m        |
| Nhà ở              | Karl-Marx-Hof                  | Viên, Áo        | 1.100 m        |